# Ski Challenge
Ski Challenge est un jeu en ligne gratuit qui simule des courses de ski alpin.
De 2005 à 2016, il était mis en ligne chaque année au début de l'hiver, et présentait à chaque saison des parcours connus de grandes stations de sports d'hiver, avec la possibilité d'effectuer la course au soleil, sous la neige ou sur piste verglacée. Les différentes étapes étaient ouvertes au rythme des véritables compétitions.
Plusieurs médias avaient participé au projet qui était soutenu par des sites de jeu en ligne payants.
Le jeu a été mis en pause pendant 6 ans, avant de revenir pour l'hiver 2022, mais sur smartphone uniquement (Google Play et App Store).

## Les parcours depuis 2005
Ski challenge 2005
| Date                | Lieu      | Piste         | Épreuve  | Compétition    |
| ------------------- | --------- | ------------- | -------- | -------------- |
| 27-29 décembre 2004 | Bormio    | Pista Stelvio | Descente | Coupe du monde |
| 21-23 décembre 2005 | Kitzbühel | Streif        | Descente | Coupe du monde |

Ski challenge 2006
| Date                | Lieu        | Piste         | Épreuve  | Compétition    |
| ------------------- | ----------- | ------------- | -------- | -------------- |
| 15-17 décembre 2005 | Val Gardena | Saslong       | Descente | Coupe du monde |
| 27-29 décembre 2005 | Bormio      | Pista Stelvio | Descente | Coupe du monde |
| 12-14 janvier 2006  | Wengen      | Lauberhorn    | Descente | Coupe du monde |
| 19-21 janvier 2006  | Kitzbühel   | Streif        | Descente | Coupe du monde |

Ski challenge 2007
| Date                | Lieu        | Piste         | Épreuve  | Compétition           |
| ------------------- | ----------- | ------------- | -------- | --------------------- |
| 14-16 décembre 2006 | Val Gardena | Saslong       | Descente | Coupe du monde        |
| 27-29 décembre 2006 | Bormio      | Pista Stelvio | Descente | Coupe du monde        |
| 12-14 janvier 2007  | Wengen      | Lauberhorn    | Descente | Coupe du monde        |
| 25-27 janvier 2007  | Kitzbühel   | Streif        | Descente | Coupe du monde        |
| 9-11 janvier 2007   | Åre         | Olympia       | Descente | Championnats du monde |

Ski challenge 2008
| Date                | Lieu        | Piste         | Épreuve  | Compétition    |
| ------------------- | ----------- | ------------- | -------- | -------------- |
| 14-16 décembre 2007 | Val Gardena | Saslong       | Descente | Coupe du monde |
| 28-30 décembre 2007 | Bormio      | Pista Stelvio | Descente | Coupe du monde |
| 12-14 janvier 2008  | Wengen      | Lauberhorn    | Descente | Coupe du monde |
| 18-20 janvier 2008  | Kitzbühel   | Streif        | Descente | Coupe du monde |
| 1-3 février 2008    | Val d'Isère | Piste O-K     | Descente | Coupe du monde |

Ski challenge 2009
| Date                | Lieu                   | Piste                 | Épreuve  | Compétition           |
| ------------------- | ---------------------- | --------------------- | -------- | --------------------- |
| 18-20 décembre 2008 | Val Gardena            | Saslong               | Descente | Coupe du monde        |
| 26-28 décembre 2008 | Bormio                 | Pista Stelvio         | Descente | Coupe du monde        |
| 15-17 janvier 2009  | Wengen                 | Lauberhorn            | Descente | Coupe du monde        |
| 22-24 janvier 2009  | Kitzbühel              | Streif                | Descente | Coupe du monde        |
| 29-31 janvier 2009  | Garmisch-Partenkirchen | Kandahar-Abfahrt      | Descente | Coupe du monde        |
| 6-7 février 2009    | Val d'Isère            | La face de Bellevarde | Descente | Championnats du monde |

Ski challenge 2010
| Date                | Lieu         | Piste              | Épreuve  | Compétition     |
| ------------------- | ------------ | ------------------ | -------- | --------------- |
| 4-6 décembre 2009   | Beaver Creek | Birds of Prey      | Descente | Coupe du monde  |
| 18-20 décembre 2009 | Val Gardena  | Saslong            | Descente | Coupe du monde  |
| 29-31 décembre 2009 | Bormio       | Pista Stelvio      | Descente | Coupe du monde  |
| 15-17 janvier 2010  | Wengen       | Lauberhorn         | Descente | Coupe du monde  |
| 22-24 janvier 2010  | Kitzbühel    | Streif             | Descente | Coupe du monde  |
| 12-13 février 2010  | Whistler     | Whistler Blackcomb | Descente | Jeux olympiques |

Ski challenge 2011
| Date                | Lieu                   | Piste                 | Épreuve  | Compétition           |
| ------------------- | ---------------------- | --------------------- | -------- | --------------------- |
| 10-12 décembre 2010 | Val d'Isère            | La face de Bellevarde | Super G  | Coupe du monde        |
| 17-19 décembre 2010 | Val Gardena            | Saslong               | Descente | Coupe du monde        |
| 28-30 décembre 2010 | Bormio                 | Pista Stelvio         | Descente | Coupe du monde        |
| 14-16 janvier 2011  | Wengen                 | Lauberhorn            | Descente | Coupe du monde        |
| 21-23 janvier 2011  | Kitzbühel              | Streif                | Descente | Coupe du monde        |
| 11-12 février 2011  | Garmisch-Partenkirchen | Kandahar-Abfahrt      | Descente | Championnats du monde |

Ski challenge 2012
| Date                | Lieu         | Piste                 | Épreuve  | Compétition    |
| ------------------- | ------------ | --------------------- | -------- | -------------- |
| 2-4 décembre 2011   | Beaver Creek | Birds of Prey         | Super G  | Coupe du monde |
| 9-11 décembre 2011  | Val d'Isère  | La face de Bellevarde | Super G  | Coupe du monde |
| 16-18 décembre 2011 | Val Gardena  | Saslong               | Descente | Coupe du monde |
| 28-30 décembre 2011 | Bormio       | Pista Stelvio         | Descente | Coupe du monde |
| 13-15 janvier 2012  | Wengen       | Lauberhorn            | Descente | Coupe du monde |
| 20-22 janvier 2012  | Kitzbühel    | Streif                | Descente | Coupe du monde |

Des parties appelées "Mini mode" sont également disponibles à partir de SC 2012. Le skieur doit suivre des parcours différents mais toujours sur le même terrain de pistes réelles.
Ski challenge 2013
| Date                | Lieu        | Piste         | Épreuve  | Compétition           |
| ------------------- | ----------- | ------------- | -------- | --------------------- |
| 14-16 décembre 2012 | Val Gardena | Saslong       | Descente | Coupe du monde        |
| 28-30 décembre 2012 | Bormio      | Pista Stelvio | Descente | Coupe du monde        |
| 18-20 janvier 2013  | Wengen      | Lauberhorn    | Descente | Coupe du monde        |
| 25-27 janvier 2013  | Kitzbühel   | Streif        | Descente | Coupe du monde        |
| 8-10 février 2013   | Schladming  | Planai        | Descente | Championnats du monde |

Ski challenge 2014
| Date                      | Lieu                   | Piste            | Épreuve          | Compétition     |
| ------------------------- | ---------------------- | ---------------- | ---------------- | --------------- |
| 6-8 décembre 2013         | Beaver Creek           | Birds of Prey    | Descente         | Coupe du monde  |
| 20-22 décembre 2013       | Val Gardena            | Saslong          | Descente         | Coupe du monde  |
| 27-29 décembre 2013       | Bormio                 | Pista Stelvio    | Descente         | Coupe du monde  |
| 17-19 janvier 2014        | Wengen                 | Lauberhorn       | Descente         | Coupe du monde  |
| 24-26 janvier 2014        | Kitzbühel              | Streif           | Descente         | Coupe du monde  |
| 31 janvier-2 février 2014 | Garmisch-Partenkirchen | Kandahar-Abfahrt | Descente         | Coupe du monde  |
| 7-9 février 2014          | Sotchi                 | Rosa Khutor      | Descente         | Jeux olympiques |
| Courses bonus             |                        |                  |                  |                 |
|                           | Munich                 | -                | Slalom parallèle | Coupe du monde  |

Ski challenge 2015
| Date                     | Lieu                   | Piste                 | Épreuve          | Compétition           |
| ------------------------ | ---------------------- | --------------------- | ---------------- | --------------------- |
| 5-7 décembre 2014        | Beaver Creek           | Birds of Prey         | Descente         | Coupe du monde        |
| 19-21 décembre 2014      | Val Gardena            | Saslong               | Descente         | Coupe du monde        |
| 26-28 décembre 2014      | Bormio                 | Pista Stelvio         | Descente         | Coupe du monde        |
| 16-18 janvier 2015       | Wengen                 | Lauberhorn            | Descente         | Coupe du monde        |
| 23-25 janvier 2015       | Kitzbühel              | Streif                | Descente         | Coupe du monde        |
| 6-8 février 2015         | Beaver Creek           | Birds of Prey         | Descente         | Championnats du monde |
| 27 février-1er mars 2015 | Garmisch-Partenkirchen | Kandahar-Abfahrt      | Descente         | Coupe du monde        |
| Courses bonus            |                        |                       |                  |                       |
|                          | Schladming             | Planai                | Descente         | Bonus                 |
|                          | Val d'Isère            | La face de Bellevarde | Super G          | Bonus                 |
|                          | Sotchi                 | Rosa Khutor           | Descente         | Bonus                 |
|                          | Munich                 | -                     | Slalom parallèle | Bonus                 |

Ski challenge 2016
| Date                | Lieu                   | Piste                 | Épreuve  | Compétition    |
| ------------------- | ---------------------- | --------------------- | -------- | -------------- |
| 4-6 décembre 2015   | Beaver Creek           | Birds of Prey         | Descente | Coupe du monde |
| 18-20 décembre 2015 | Val Gardena            | Saslong               | Descente | Coupe du monde |
| 28-30 décembre 2015 | Bormio                 | Pista Stelvio         | Descente | Coupe du monde |
| 15-17 janvier 2016  | Wengen                 | Lauberhorn            | Descente | Coupe du monde |
| 22-24 janvier 2016  | Kitzbühel              | Streif                | Descente | Coupe du monde |
| 29-31 janvier 2016  | Garmisch-Partenkirchen | Kandahar-Abfahrt      | Descente | Coupe du monde |
| 18-20 mars 2016     | Saint-Moritz           | Corviglia             | Descente | Coupe du monde |
| Courses bonus       |                        |                       |          |                |
|                     | Val d'Isère            | La face de Bellevarde | Super G  | Bonus          |
|                     | Sotchi                 | Rosa Khutor           | Descente | Bonus          |
|                     | Schladming             | Planai                | Descente | Bonus          |

## Mode de jeu
- Entraînement : le compétiteur peut se mesurer avec un coureur "fantôme" représentant sa meilleure performance antérieure. Il peut affiner sa trajectoire en reprenant le parcours en amont par périodes de 5 secondes ;
- Qualification : l'ouverture des pistes est en relation avec le calendrier professionnel. Un temps minimum, largement dimensionné, est requis pour participer à la compétition ayant lieu le week-end suivant. Le choix du coureur étalon (le "fantôme") est étendu à un joueur particulier, un temps défini, au meilleur concurrent ou à celui qui précède.

Trois conditions météorologiques sont disponibles pour ces phases préliminaires : soleil, neige et glace. 
- Compétition : elle est accessible si le temps de qualification a été réalisé et se déroule sous une seule météorologie choisie par l'organisateur.

## Les réglages
Les compétiteurs ont la possibilité d'effectuer différents réglages. Un total de 100 points est à répartir entre trois critères :
1. tourne : influe sur la facilité avec laquelle le skieur prend ses virages ;
2. arête  : influe sur la vitesse dans des portions sinueuses plus techniques ;
3. glisse : influe sur la vitesse en ligne droite ;

D'autres commandes sont prévues pour, diriger le personnage, le vêtir, revoir les parcours, sélectionner les caméras de la piste, etc.
Indépendamment du classement général, les participants peuvent créer des groupes privés et y inviter d'autres compétiteurs pour faciliter la comparaison des performances. 
Ce jeu, doté de récompenses diverses (25 000 € cumulés pour la saison 2012), est entièrement financé par des annonceurs  présentant des écrans publicitaires lors des connexions et des épreuves.
Le concepteur GreenTube annonce plusieurs centaines de milliers de joueurs.
Slalom Challenge, une simulation de slalom géant, autre réalisation de GreenTube, fut mise en ligne en 2011 sur le site distinct d'un autre annonceur. Cette version fonctionnait sur les mêmes principes de compétition.